# 山根雅巳
山根 雅巳（やまね まさみ、1929年10月17日 - 2021年7月25日）は、日本の機械工学者。早稲田大学名誉教授。工学博士。

## 略歴・人物
1929年生まれ。静岡県立静岡中学校卒業。1953年、早稲田大学第一理工学部機械工学科卒業後、福音電機で音響機器の開発、日立製作所中央研究所で高速疲労の研究並びに試験機の開発に従事した。1967年、早稲田大学理工学部機械工学科助教授。1972年、同教授。研究室からは500名以上の学生が、音響機器、潜水機器、自動演奏楽器、疲労試験機、等の研究開発テーマに取り組んで卒業した。
日本で最初のバグパイプバンド、東京パイピングソサエティ（後、東京パイプバンドに改称）を設立、自ら各地で演奏活動を行い、その普及に尽力した。1975年には、訪日した英国女王に、愛好会メンバーと共に演奏を披露した。日本スコットランド協会では創設から理事を務めた。日本機械学会、精密工学会、日本ロボット学会会員。